# Gonomyia justifica
Gonomyia justifica är en tvåvingeart som beskrevs av Alexander 1936. Gonomyia justifica ingår i släktet Gonomyia och familjen småharkrankar. Inga underarter finns listade i Catalogue of Life.